# Filia Politechniki Wrocławskiej w Wałbrzychu

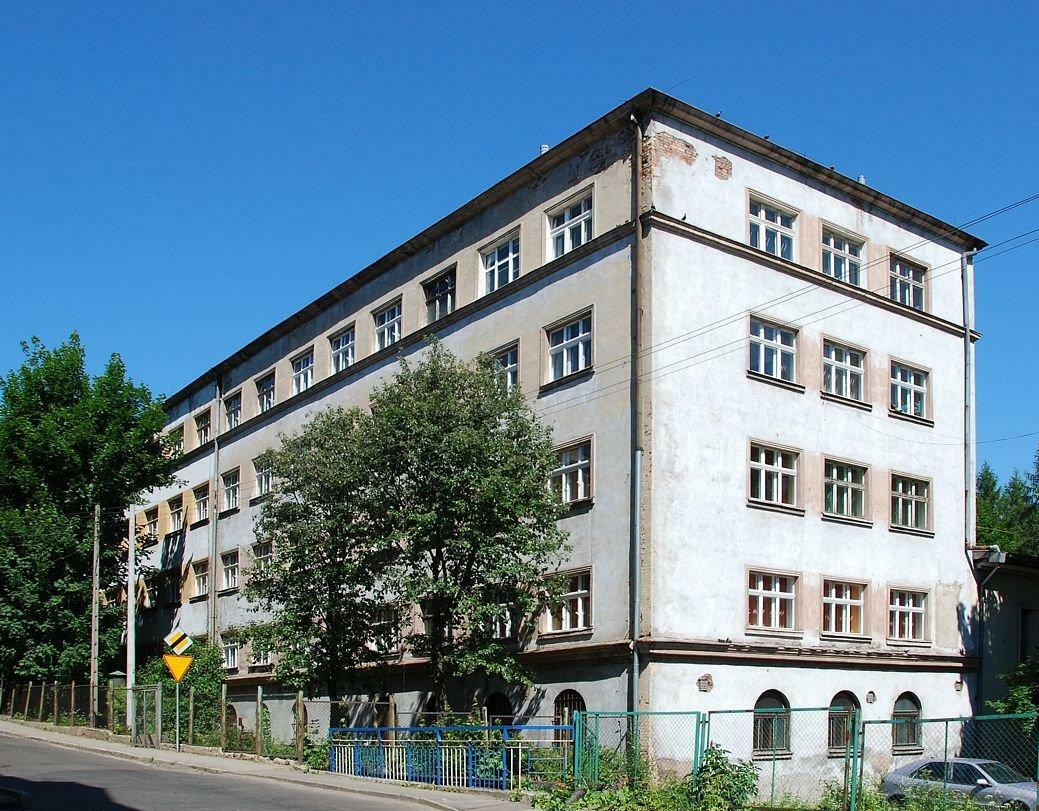
Siedziba Filii przy ul. Armii Krajowej (2010)

Filia Politechniki Wrocławskiej w Wałbrzychu (d. Zamiejscowy Ośrodek Dydaktyczny Politechniki Wrocławskiej w Wałbrzychu) – jedna z 3 filii Politechniki Wrocławskiej z siedzibą w Wałbrzychu.
Ośrodek powstał w 1968 roku. Kształci studentów na czterech podstawowych kierunkach zaliczanych do nauk technicznych, na studiach stacjonarnych.

## Historia
Początki dzisiejszej Filii Politechniki Wrocławskiej w Wałbrzychu związane są z powołaniem do życia w 1962 roku Punktu Konsultacyjnego Wydziałów Mechanicznego i Elektrycznego. W ciągu kolejnych kilku lat władze uczelni, przy współpracy z Prezydium Miejskiej i Powiatowej Rady Narodowej w Wałbrzychu, zainicjowały działania zmierzające do otwarcia w tym mieście pełnowartościowej filii wrocławskiej uczelni. Zamierzenia te zostały zrealizowane 19 października 1968 roku w wyniku podpisania aktu erekcyjnego przez ówczesnego rektora Politechniki Wrocławskiej prof. Zygmunta Szparkowskiego oraz Przewodniczącego Prezydium Miejskiej Rady Narodowej Józefa Florczaka.
Zgodnie z założeniami, zadaniem nowo powstałej uczelni było kształcenie wykwalifikowanej kadry technicznej na potrzeby przemysłu regionu wałbrzyskiego. W związku z tym uruchomiono kształcenie studentów w ramach studiów inżynierskich, na wydziałach: Mechanicznym, Budownictwa Lądowego i Elektrycznym, w trybie dziennym i wieczorowym. 21 października 1968 roku zainaugurowano pierwszy rok akademicki w filii Politechniki Wrocławskiej w Wałbrzychu. W 1971 roku mury uczelni opuściło pierwszych 23 inżynierów, a w 1974 roku pierwszych 40 absolwentów z tytułem magistra.
1 października 1982 roku nastąpiło połączenie wałbrzyskiej placówki Politechniki Wrocławskiej z działającą równocześnie od 1971 roku filią w Świdnicy, co wynikało ze spadku zainteresowaniem studiami zaocznymi i wieczorowymi w świdnickiej placówce. W 2004 roku nastąpiło formalne przemianowanie ośrodka na Zamiejscowy Ośrodek Dydaktyczny.

## Kształcenie
Obecnie Filia daje możliwość kształcenia na dwóch kierunkach, są to Informatyka techniczna oraz Zarządzanie i Inżynieria produkcji.
W przeszłości studenci w Wałbrzychu mogli pobierać naukę na studiach pierwszego stopnia, trwających 3,5 roku i zakończonych uzyskaniem tytułu zawodowego inżyniera na następujących kierunkach:
- budownictwo
- inżynieria środowiska
- mechanika i budowa maszyn
- mechatronika pojazdów
- zarządzanie i inżynieria produkcji.

Studia odbyte w ośrodku są równoważne ze studiami odbytymi na odpowiednim wydziale uczelni macierzystej.

## Wydziały
Zamiejscowy Ośrodek Dydaktyczny w Wałbrzychu kształcił studentów na czterech wydziałach oraz jednym studium: 
- Wydział Budownictwa Lądowego i Wodnego
- Wydział Mechaniczny
- Wydział Inżynierii Środowiska
- Wydział Techniczno-Inżynieryjny
- Studium Kształcenia Podstawowego.

## Kampusy i budynki uczelniane
Kampus Politechniki Wrocławskiej w Wałbrzychu tworzą dwa gmachy dydaktyczne, siłownia, sala gimnastyczna, dom studencki na 88 miejsc oraz biblioteka. Studenci mają do swojej dyspozycji kilkadziesiąt sal wykładowych, kilkanaście laboratoriów, w tym laboratoria komputerowe, bibliotekę o woluminach 30 tysięcy egzemplarzy, klub studencki.
Na siedzibę Filii przeznaczono gmach, który powstał w 1876 roku, a swoją obecną formę zawdzięcza przebudowie z 1920 roku. Należał on wcześniej do biura projektów Huty "Karol", do którego w 1953 roku dobudowano skrzydło "B", zajmowane wówczas przez Zasadniczą Szkołę Zawodową Dolnośląskich Zakładów Naprawczych Przemysłu Węglowego (do 1970). Cztery lata później wałbrzyska filia przejęła kolejny obiekt (dzisiejszy budynek "E"), z przeznaczeniem na hotel dla wrocławskich nauczycieli akademickich od Technikum Mechanicznego.
W drugiej połowie lat 70. XX wieku poddano modernizacji i remontowi Dom Studencki oraz przeniesiono do nowych pomieszczeń bibliotekę. Doszło także do skutku przejęcie przez politechnikę budynku usytuowanego wzdłuż ulicy Braci Śniadeckich, wraz z dobudowaną do niego salą sportową.

## Władze
Nadzór nad działalnością Filii Politechniki Wrocławskiej w Wałbrzychu sprawuje rektor tej uczelni. Bezpośrednim przełożonym dyrektora ośrodka jest prorektor ds. nauczania. Z kolei nadzór nad działalnością dotyczącą toku studiów należy do dziekana. Pracami sekretariatu toku studiów kieruje kierownik sekretariatu, nad którym czuwa zastępca ds. organizacji dydaktyki.
- Dyrektor: dr inż. Andrzej Figiel
- Zastępca Dyrektora: mgr inż. Iwona Cado-Sadowska

## Poczet dyrektorów
1. 1968-1974: mgr inż. Jerzy Orłowski
2. 1974-1975: dr. inż. Henryk Mońka
3. 1975-1982: prof. dr hab. inż. Zbigniew Lawrowski
4. 1982-2008: mgr inż. Jerzy Orłowski
5. od 2008: dr. inż. Andrzej Figiel